# Zankyo Reference
Zankyo Reference (a veces estilizado como 残響リファレンス Zankyō Rifarensu) es el quinto álbum de la banda japonesa de J-rock ONE OK ROCK, fue lanzado el 5 de octubre de 2011 a través del sello discográfico de Japón A-Sketch.
Su sencillo "Re:make" fue usado en el comercial de Recochoku Co, Ltd., mientras que "NO SCARED" fue usado en el videojuego de PSP Black Rock Shooter: The Game. La canción "LOST AND FOUND" fue utilizada para la canción del tema de la película Milocrorze: A Love Story.

## Lista de canciones
| N.º | Título                                                                | Duración |  |
| 1.  | «Coda»                                                                | 0:50     |  |
| 2.  | «LOST AND FOUND»                                                      | 3:03     |  |
| 3.  | «Answer is Near» (アンサイズニア)                                     | 3:40     |  |
| 4.  | «NO SCARED»                                                           | 3:39     |  |
| 5.  | «C.h.a.o.s.m.y.t.h.»                                                  | 5:18     |  |
| 6.  | «Mr. Gendai Speaker» (Mr.現代Speaker)                                 | 3:54     |  |
| 7.  | «Seken Shirazu no Uchū Hikōshi» (世間知らずの宇宙飛行士)              | 3:32     |  |
| 8.  | «Re:make»                                                             | 3:25     |  |
| 9.  | «Pierce»                                                              | 4:25     |  |
| 10. | «Let's take it someday»                                               | 3:41     |  |
| 11. | «Kimishidai Ressha» (キミシダイ列車) (con pista oculta de "Tateyama") | 8:13     |  |